# الأوزة التي تبيض الذهب
الأوزة التي تبيض ذهباً أو الأوزة التي تضع البيض الذهبي هي واحدة من خرافات إيسوب، التي تحتل المرتبة 87 في مؤشر بيري، وهي قصة تضم أيضًا عددًا من نظائرها الشرقية. تحتوي العديد من القصص الأخرى على إوز تضع بيضًا ذهبيًا، على الرغم من أن بعض الإصدارات تغيرها للدجاج أو الطيور الأخرى التي تضع بيضًا ذهبيًا.

## ملخص الخرافة
يروي كل من أفيانوس و كاكستون قصة مختلفة عن أوزة تضع بيضة ذهبية، بينما تذكر نسخة أخرى الدجاجة، كما في تاونسيند: «لدى الخزاف وزوجته دجاجة يخرج منها بيض ذهبي كل يوم. ويفترضان أن الدجاجة يجب أن تحتوي على كمية كبيرة من الذهب في الداخل، ولكي يحصلوا على الذهب، فإنها يقتلونها، أثناء ذلك تفاجئوا أن الدجاجة لا تختلف عن الدجاجات الأخرى. الزوجان الغبيان، الذين يأملون في أن يصبحوا أغنياء تمامًا مرة واحدة، حرموا أنفسهم من المكاسب التي يحصلون عليها كل يوم.»

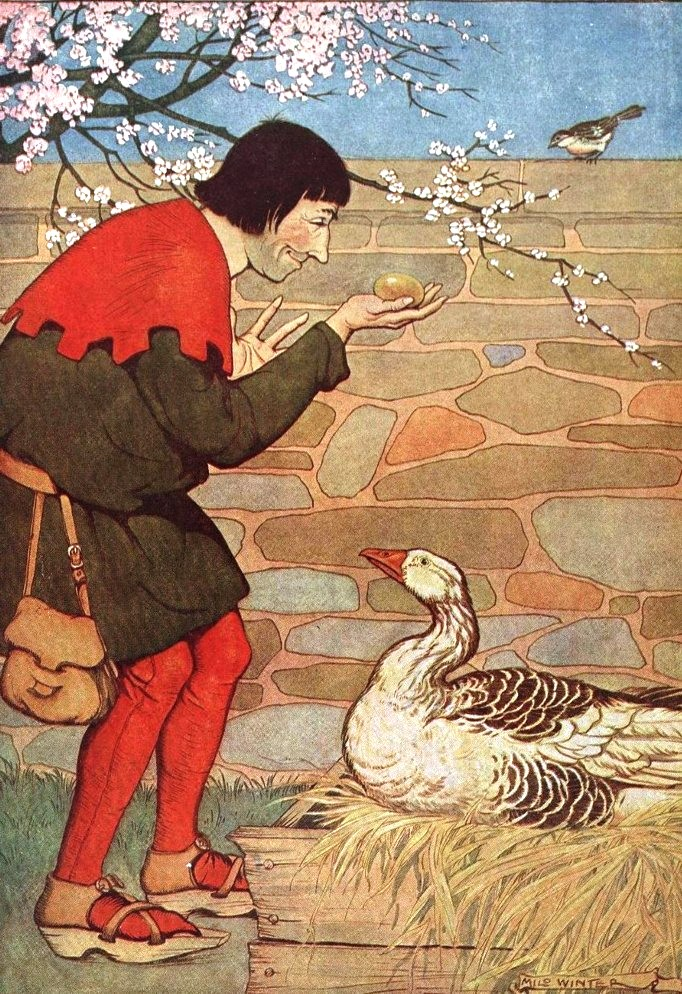
الأوزة التي تضع البيض الذهبي، بواسطة ميلو ونتر طبعة 1919

الخرافة مخزاها تحقير وذم الجشع والطمع.